# Leurolepas roseola
Leurolepas roseola är en snäckart som beskrevs av J. H. McLean 1970. Leurolepas roseola ingår i släktet Leurolepas och familjen nyckelhålssnäckor. Inga underarter finns listade i Catalogue of Life.